# 道の駅もてぎ

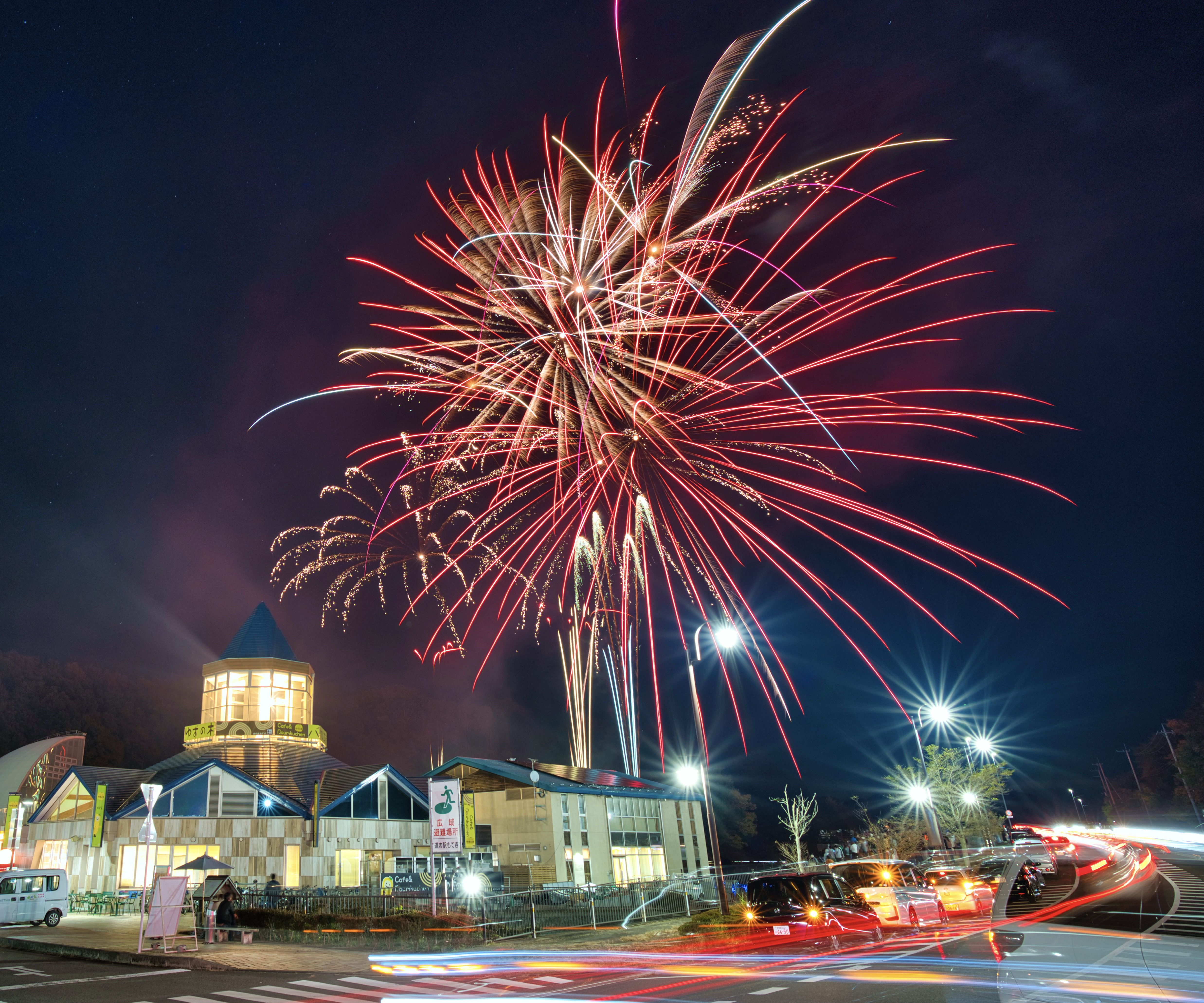
2023年10月21日に開催された「道の駅もてぎ花火大会」にて。道の駅もてぎイベント広場にて打ち上げられた。

道の駅もてぎ（みちのえき もてぎ）は、栃木県芳賀郡茂木町にある国道123号の道の駅である。
2015年1月30日に国土交通省より道の駅全国モデルに選定された。建物の新設や多機能化が計画されており、2028年春のリニューアルオープンが予定されている。

## 施設
施設裏手には真岡鐵道が通っているため、SL運行時には間近に見ることができる。
- 駐車場（普通車244台、大型車20台、身体障害者用4台）
- トイレ（男19、女14、身体障害者用1、母子用2）
- 公衆電話
- おもてなし情報館（8:30 - 19:00（10月 - 3月： - 18:00））
- 商工館（みやげ館）
  - 特産品販売 おみやげけやき - ユズ・エゴマなどの特産品販売
  - 十石屋（軽食）
同店の「ゆず塩らーめん」は、女性自身2012年11月20日号の特集「もう一度食べたい道の駅グルメランキング」で第1位[4]、
第1回道－1グランプリでグランプリを受賞した[5]。
- アグリハウス
  - レストラン
  - アイスクリーム
  - 野菜直売所
- 手作り館
  - お結びや
- SL公園
- イベント広場
- 茂木町防災館 災害時避難所
- 旧古田土雅堂邸

## アクセス
- 国道123号
  - 栃木県道206号飯茂木線

## 周辺
- 茂木駅
- 茂木警察署